# Insaf Yahyaoui
Insaf Al-Yahyaoui (ar. انصاف اليحياوي;ur. 3 stycznia 1981) – tunezyjska judoczka. Olimpijka z Aten 2004, gdzie zajęła piąte miejsce w wadze ciężkiej.
Uczestniczka mistrzostw świata w 2001. Startowała w Pucharze Świata w 1999, 2001 i 2004. Zdobyła dwa medale na igrzyskach afrykańskich w 2003. Brązowa medalistka igrzysk śródziemnomorskich w 2005, a także igrzysk panarabskich w 1999. Wygrała igrzyska frankofońskie w 2001. Dziewięciokrotna medalistka mistrzostw Afryki w latach 2000 - 2005.

## Letnie Igrzyska Olimpijskie 2004
| Konkurencja | Eliminacje         | Repasaże             | Repasaże                | Finały                    | Klas. końcowa |
| Konkurencja | Przeciwnik I       | Przeciwnik I         | Przeciwnik II           | o 3 miejsce               | Miejsce       |
| ----------- | ------------------ | -------------------- | ----------------------- | ------------------------- | ------------- |
| +78 kg      | Sun Fuming (CHN) P | Carmen Chalá (ECU) Z | Giovanna Blanco (VEN) Z | Tea Donguzaszwili (RUS) P | 5.            |